# 謝拉·阿爾梅達·赫爾希
謝拉·阿爾梅達·赫爾希（英語：Sheyla Almeida Hershey，1979年12月19日—）是一位在巴西出生，現時在美國德薩斯州首府侯斯頓居住的模特兒。她本來只是一位普通家庭主婦，但後來因為不斷進行隆胸手術，使她成為了「世界頭號人造波霸」。她在八年內經過三十多次手術後，把胸圍大增至34FFF。2009年1月尾，當她從家鄉巴西再進行另一次手術，在每邊胸部分別植入了一個5.5公升的矽袋，令她的胸圍再增大至38KKK，成為世界上胸圍最大的女性，亦令她賺取了在電視台上鏡的機會，開始了她的模特兒生涯。
不過，這次隆胸手術似乎帶她帶來了災難。2010年7月14日，赫謝被發現一對乳房在手術後感染了可致命的葡萄球菌，引起併發症。雖然後來她把所有植入物移除，但估計感染可能令她原來的一對乳房亦同樣要切除。不過兩星期後，併發症似乎停止了，令她可以繼續完成餘下的手術部驟，雖然期間因為併發症的困擾令她失眠及失去食慾。
謝拉·阿爾梅達·赫爾希已婚，她的丈夫是德勒克·赫爾希。

## 外部連結
- 謝拉·阿爾梅達·赫爾希的MySpace主頁